# Leptochilus desertus
Leptochilus desertus är en stekelart som beskrevs av Gusenleitner 2001. Leptochilus desertus ingår i släktet Leptochilus och familjen Eumenidae. Inga underarter finns listade i Catalogue of Life.